# Castelul Veveří

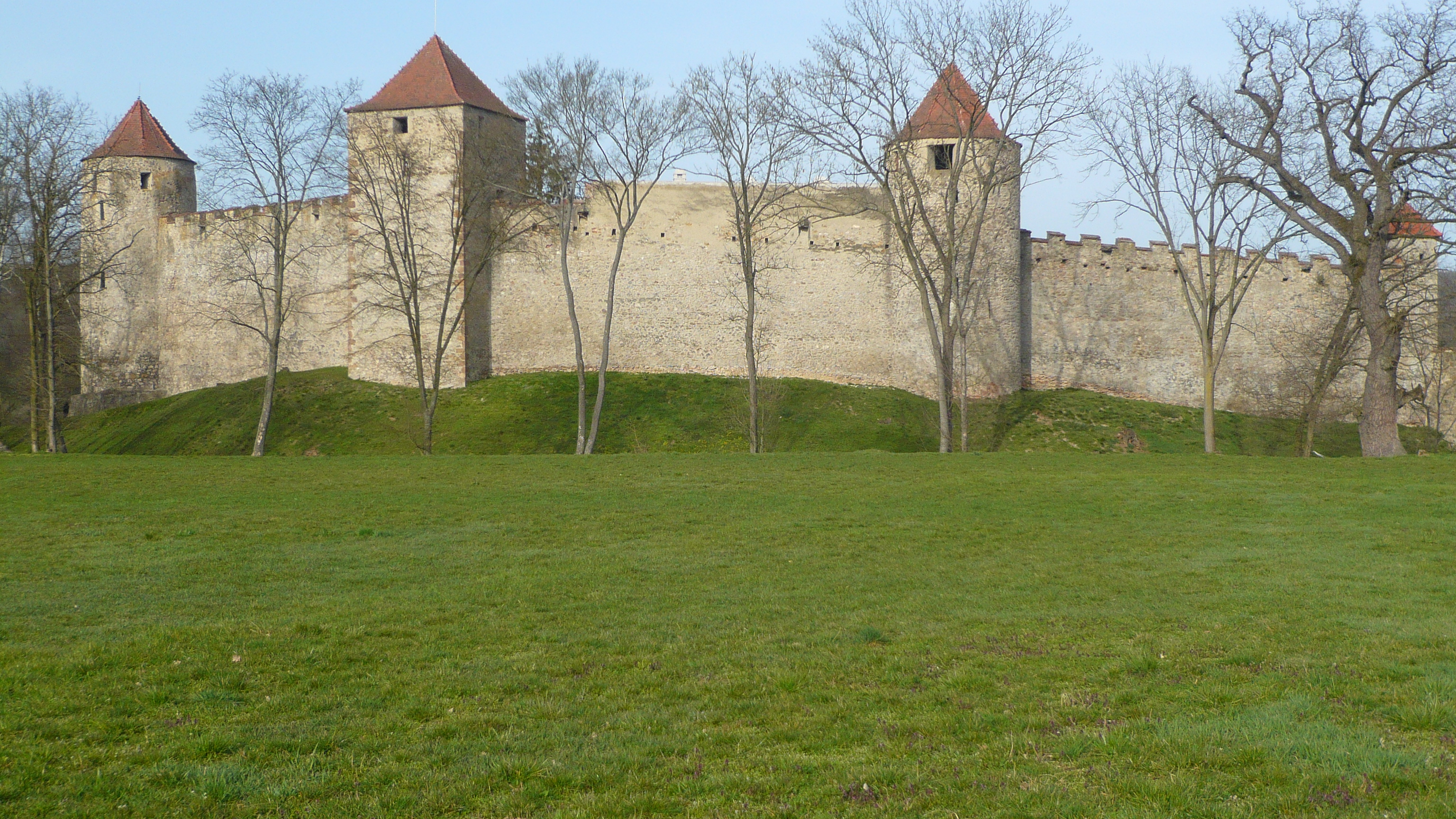
Părți din fortificații și turnurile construite de regii din dinastia de Luxemburg după 1350

Castelul Veveří (în cehă Hrad Veveří, în germană Burg Eichhorn) este un castel inițial ducal și apoi regal situat la aproximativ 12 km nord-vest de centrul orașului Brno, regiunea Moravia, Republica Cehă, pe râul Svratka.

## Istoric

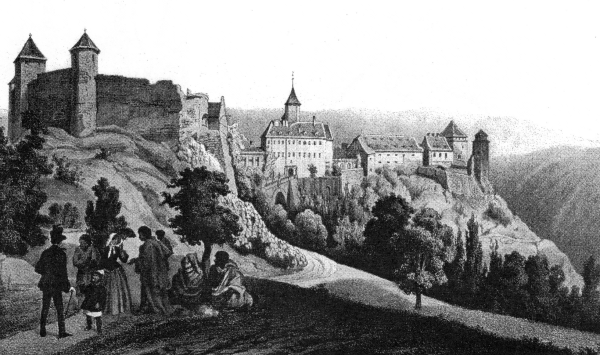
Castelul Veveří la mijlocul secolului al XIX-lea

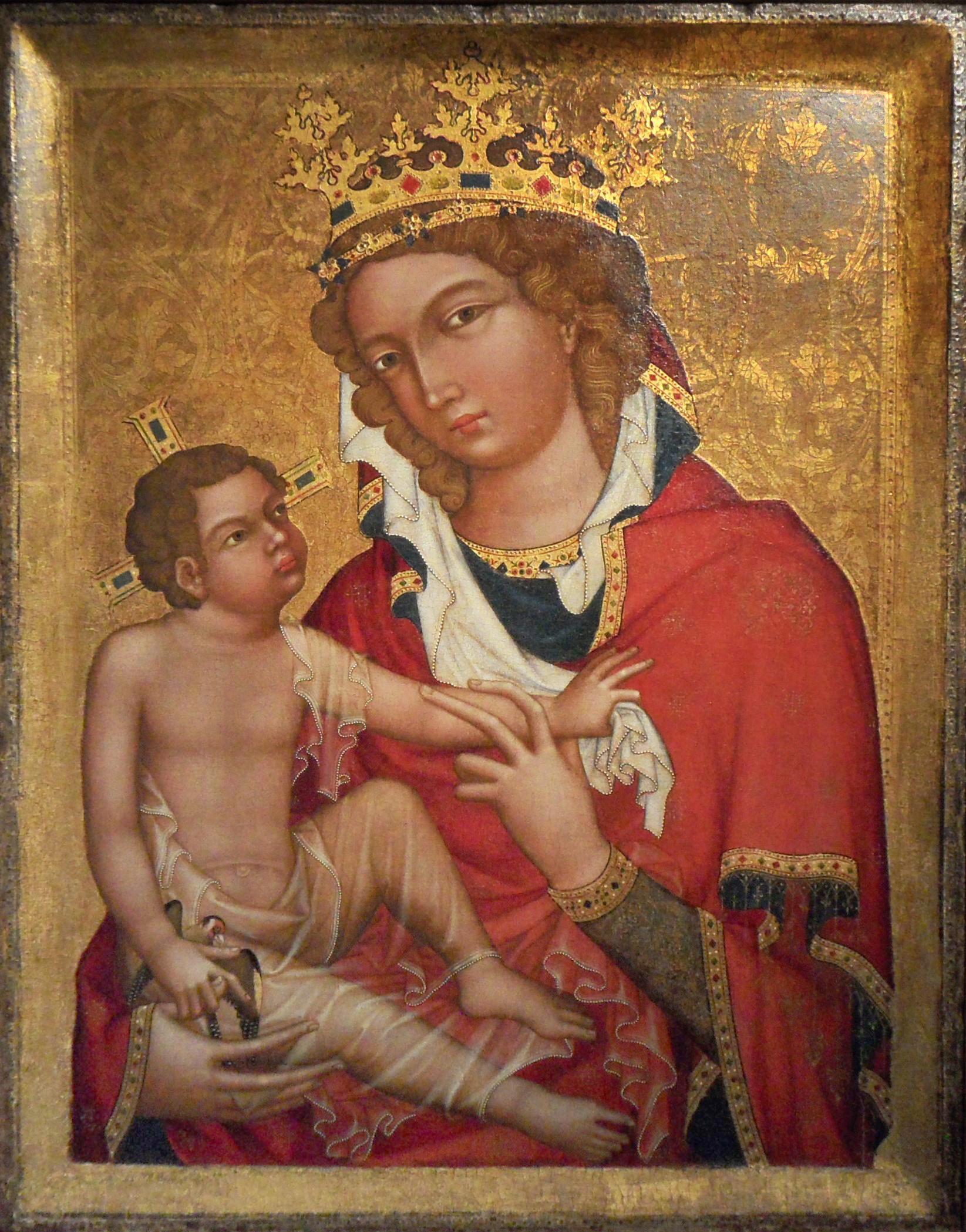
Madonna de la Veveří, cea mai influentă pictură de artă gotică (ca 1350)

### Secolele XI-XV
Potrivit legendei, castelul Veveří („veveriță”,  în limba cehă) a fost fondat de către ducele Přemyslid Conrad de Brno la mijlocul secolului al XI-lea ca o cabană de vânătoare. Cu toate acestea, prima atestare credibilă a castelul ui datează din anii 1213 și 1222, când regele Ottokar I a folosit fortificația castelului ca o închisoare pentru nobilii rebeli. Inițial, se pare că a fost o reședință din lemn sau din zidărie situată lângă biserica romanică Adormirea Maicii Domnului de la vest de actualul complex. În jurul anului 1220 a început să se construiască un castel de piatră pe marginea unui promontoriu stâncos în spatele unui șanț adânc tăiat în stâncă. Așa-numitul donjon este singura structură care s-a mai păstrat din această etapă veche de construcție.
Regele Ioan al Boemiei a promis castelul nobilului Jan de Vartemberk în 1311, dar fiul său, margraful Moraviei Carol (viitorul împărat roman Carol al IV-lea), a primit  proprietatea în urma unei reglări de datorii din 1335. Fratele mai mic al lui Carol, margraful Jan Jindřich (Ioan Henric) a avut o fantezie legată de castelul Veveří . El a fost responsabil pentru construirea părții din spate, cu două turnuri și un zid exterior. În zona centrală din jurul donjonului, el a extins palatul principal, care includea o sală mare și Capela Sf. Procopie (mai târziu a Sfântului Venceslau). Înfățișarea actuală a complexului este rezultatul acestor activități de consolidare, oferindu-i castelului aspectul său de cetate medievală.
Castelul a fost un centru militar-civic până la Războaiele Husite. În timpul Războaielor Husite, împăratul Sigismund de Luxemburg a poziționat forțele de mercenari ale ginerelui său, Albert de Austria, în jurul castelului, dar mai târziu, el l-a promis nobilului local Petr Kutěj în 1424. Husiții au asediat castelul în zadar în anii 1428-1432. În a doua jumătate a secolului al XV-lea, castelul a fost închiriat de Przemyslaus al II-lea de Těšín, care a decis să-l consolideze prin construcția de ziduri înconjurătoare. În 1468, regele Ungariei și antiregele Boemiei Matei Corvin a ocupat castelul.
La sfârșitul secolului al XV-lea, Václav de Ludanice a achiziționat castelul și a devenit primul reprezentant al familiei sale nobiliare care a locuit aici. Dar proasta gestionare a cheltuielilor și datoriile au determinat vânzare a ulterioară a castelului de către familia sa.

### Perioada Modernă timpurie
În anii 1531-1537, Jan de Pernštejn și Jan de Lipá au locuit în Castelul Veveří. În anii următori, castelul și-a schimbat de mai multe ori proprietarii.
În 1609, Zikmund von Tiefenbach a intrat în posesia castelului prin căsătorie. Rudolf von Tiefenbach, un frate mai mare al lui Zikmund, a fost un protestant în acea vreme, dar el a rămas loial împăratului catolic (și mai târziu s-a convertit la catolicism). Pe 8 noiembrie 1620, în Bătălia de la Muntele Alb, el și regimentul său au fost aliați ai Armatei Imperiale (adică împotriva nobililor boemi rebeli). Ca recompensă pentru loialitatea sa față de împărații catolici, familia Tiefenbach a putut păstra castelul și dependințele sale chiar și după ce averile majorității nobililor protestanți boemi au fost confiscate, iar ei au fost trimiși în exil.
În 1645, Armata Suedeză a asediat Castelul Veveří, dar atacul ei nu a avut succes, deoarece castelul a fost bine păzit, iar apărătorii erau bine înarmați. În 1653, Maria Eva Alžběta din familia Sternberg (văduva lui Rudolf de Tiefenbach) a moștenit castelul. În 1668, Václav Michal, conte de Althan, a cumpărat castelul și a locuit acolo în perioada 1668-1670.
La sfârșitul secolului al XVII-lea, complexul fortificat a aparținut Casei de Collalto. Mai târziu, când Casa de Sinzendorf (1707-1804) a înlocuit această familie, a fost realizată o amplă reconstrucție și din acel moment structura exterioară a castelului a rămas, practic, neschimbată. În 1742, Armata Prusacă, după ce a intrat în castel prin trădarea pârcălabului, a jefuit toate obiectele de valoare pe care le-a găsit acolo.

### Secolul al XIX-lea și începutul secolului al XX-lea
La începutul secolului al XIX-lea, magnatul industrial Vilém de Mundy a cumpărat castelul. Deși sosise mai devreme în zonă ca un simplu călător, el a devenit bogat prin înființarea unei manufacturi de pânzeturi în 1780 și gestionarea cu succes a activității sale comerciale. În esență, el a lucrat până când a putut să devină proprietarul castelului Veveří.
În 1830 un emigrant suedez, prințul Gustav Wasa, fiul regelui detronat și exilat al Suediei Gustav al IV-lea, a cumpărat castelul și a început sistematic să-l amenajeze ca reședință oficială a familiei sale. Acest nobil a trăit acolo împreună cu soția sa, prințesa Louisa. Cu toate acestea, în anul 1844, el a divorțat, iar proprietatea a ajuns la bancherul grec, baronul Gheorghe de Sina. Înainte de a muri, în 1856, Sina și-a împărțit bunurile familiei. Nepoata sa, Helena, a obținut Castelul Veveří, dar la acel moment era încă minoră, așa că proprietatea a fost administrată de către tatăl ei. Mai târziu, Helena s-a căsătorit cu prințul Grigore Ipsilanti. Ea a păstrat acolo o curte pompoasă și foarte scumpă. În 1886, Ipsilanti a murit la Paris. Văduva sa, Helena, a vândut proprietatea.
În 1881, castelul avea un nou proprietar, Moritz von Hirsch-Gereuth. În această perioadă, von Hirsch a realizat lucrări ample de reparații și renovare, inclusiv un nou sistem de alimentare cu apă, acoperișuri și legături telefonice cu Obora și cu conacul din orașul apropiat osice. Capela casteluluia a fost eliminat în proces. Von Hirsch a murit în Ungaria în 1896, la vârsta de 64 de ani. Văduva lui, Clara von Hirsch, a murit trei ani mai târziu, pe 1 aprilie 1899.
Maurice Arnold de Forest a moștenit reședința tatălui său adoptiv, Schloss Eichhorn/ Castelul Veveří din Moravia, pe atunci parte a Austro-Ungariei. În perioada cât Forest a fost proprietar, Sir Winston Churchill și soția lui, Lady Clementine, au petrecut câteva zile în Castelul Veveří în timpul călătoriei lor din luna de miere prin întreaga Europă (1908). Churchill mai fusese singur acolo de două ori înainte. Familia de Forest a locuit la Castelul Veveří până în 1925, când l-au vândut nou înființatei Republici Cehoslovace (care a inclus, de asemenea, teritoriul Moraviei). De Forest a primit 100.000 de lire sterline de la guvernul ceh.

### Perioada de după cel de-al Doilea Război Mondial

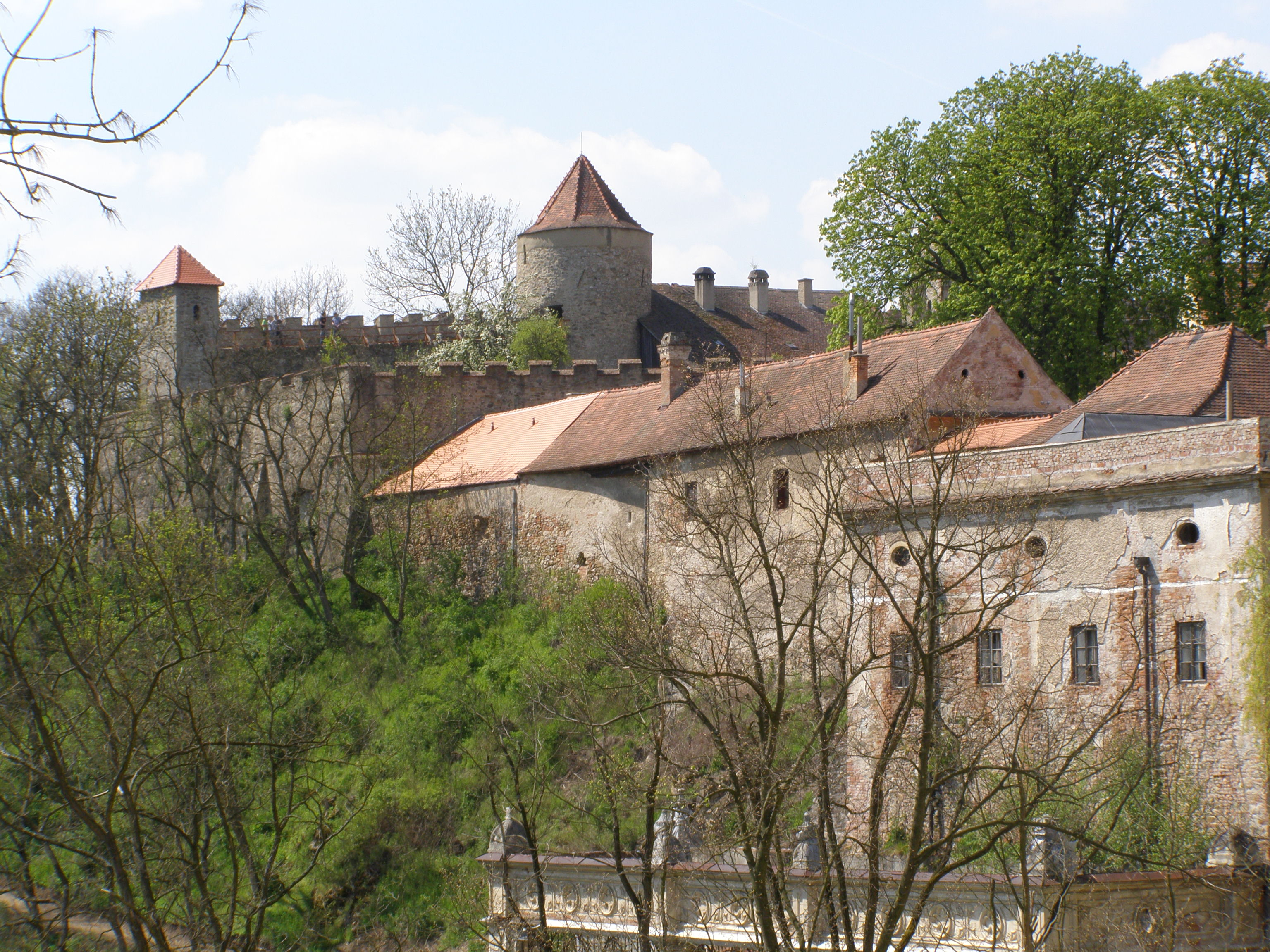
Partea de vest a castelului

În timpul celui de-al Doilea Război Mondial, castelul a fost ocupat de către Wehrmacht (germanii l-au folosit pe post de garnizoană militară), iar edificiul a fost extrem de avariat în această perioadă, inclusiv găuri de gloanțe existente în pereții de la cel de-al doilea etaj al așa-numitului palat. După 1945, o expoziție permanentă a fost organizată în clădirile castelului. Deși nu și-a dobândit prin renovare aspectul de dinainte de război, castelul a fost încă deschis pentru public. În anii 1950 castelul a fost închis și s-a stabilit aici o școală de silvicultură ce a adus construcției daune suplimentare. Începând din 1972 a existat un proiect dezastruos de a transforma castelul într-un centru de conferințe internaționale, care din fericire a fost doar parțial realizat și s-a oprit înainte să fie aduse alte daune valorii istorice și artistice a castelului. După schimbările politice din 1989, castelul a continuat să fie neglijat.
În 1994, Castelul Veveří a fost deschis din nou pentru public, dar în 1999 a fost închis brusc și lăsat să ajungă într-o stare de degradare ca urmare a procesului îndelungat de „transfer de proprietate”. După mai multe încercări nereușite de a închiria castelul în scop comercial, castelul a trecut în septembrie 1999 din administrarea Ministerului Educației în cea a Ministerului Culturii și a fost inclus în portofoliul de clădiri istorice gestionate de Institutul Național al Patrimoniului din Brno. Grație programului pentru protejarea patrimoniului arhitectural desfășurat de Ministerul Culturii și a subvențiilor extraordinare de la bugetul public al orașului Brno, al regiunii Moravia de Sud și a donațiilor voluntare, s-au efectuat lucrările urgente de consolidare, precum și lucrări de renovare și reconstrucție mai ales la palat. Aceste lucrări de renovare au inclus o reconstrucție pe scară largă a „mansardei” și a unei săli de mese vaste cu fresce importante. Începând din anul 2002, castelul este din nou deschis pentru public, inclusiv prin tururi ghidate ale palatului. Restaurarea completă a tuturor clădirilor, mobilierului, curților și parcuri va dura încă mulți ani.

## Descrierea castelului
În incinta castelului se intră, de obicei, prin așa-numita Poartă de Sud/barbacan (în cehă jižní brána). Această poartă inițial gotică a fost refăcută în stil renascentist în 1626. În partea de sus a portalului se află blazoanele lui Zigmund de Tiefenbach și ale celor două soții ale sale, Kateřina de Lomnice și Bohunka de Žerotin.
Pornind de la Poarta de Sud a palatului este podul castelului, menționat ca unul dintre primele structuri din beton armat din fostul Imperiu Austro-Ungar. El a fost construit în 1896 pe locul în care a fost un pod gotic și mai târziu un pod baroc decorat cu statuile a patru sfinți.
De la pod se trece printr-un pasaj prin palatul cu donjon. Pe partea stângă este așa-numita Bucătărie Neagră, recent restaurată, în care au fost păstrate mai multe cuptoare și un bazin de spălare a vaselor. Donjonul în jurul căruia a fost construit palatul este cel mai înalt și mai vechi dintre cele 10 turnuri existente în prezent ale castelului Veveří, fiind construit în secolul al XIII-lea ca element primar al celei mai vechi etape de construcție a castelului. Palatul este principala clădire rezidențială a castelului, creată prin unirea donjonului și a celor două palate medievale.
Fosta capelă gotică Sf. Procopie din palat, care se întindea inițial pe verticală de la parter la etajul al doilea, a fost înlocuită în secolul al XIX-lea, cu spații separate la parter și o bibliotecă și spații administrative la etajul al doilea. Un plan preliminar a fost realizat pentru reconstrucția capelei.
Ieșind din palat se trece într-o curte interioară, care a fost creată în secolul al XIX-lea prin demolarea a două palate regale din secolul al XIII-lea. Din fericire, există mențiuni documentare cu privire la aspectul acestor palate. Dincolo de curte se află așa-numita Aripă Engleză, construită în a doua jumătate a secolului al XVII-lea într-un coridor. Parterul a servit pentru parcarea trăsurilor, în timp ce primul etaj era folosit ca depozit de arme și mai târziu ca grânar. Clădirea necesită ample și costisitoare lucrări de renovare. Urmează apoi așa-numitul palat din curte, ridicat în secolul al XVII-lea, cu două camere boltite așezate una deasupra celeilalte. El urmează a fi transformat potrivit planurilor de renovare într-un spațiu pentru evenimente culturale.
În colțul de sud-est al castelului se află așa-numitul Turn Prismatic de Est, construit în secolul al XIV-lea pentru a proteja castelul din partea de sud-est. La sud de acest turn au fost descoperite vestigii arheologice ale zidurilor Palatului medieval de Est, care datează probabil din secolul al XV-lea și a fost demolat înainte de mijlocul secolului al XVII-lea.

## Personalități ce au locuit în Castelul Veveří
- Vladislav al III-lea, Duce al Boemiei - duce
- Conrad al II-lea, Duce al Boemiei - duce
- Ottokar al II-lea al Boemiei - rege
- Blanche de Valois - soție de duce
- Carol al IV-lea, Împărat al Sfântului imperiu Roman - monarh european
- oan Henric, Margraf de Moravia - monarh morav
- Jobst de Moravia, Rege al Germaniei - monarh morav și german
- Meșterul de la Vyšší Brod - pictor medieval
- Parler - arhitect și sculptor
- Gustav al IV-lea Adolf al Suediei - rege în exil
- Gustav, Prinț de Vasa - prinț moștenitor în exil
- Gheorghe de Sina - bancher
- Winston Churchill - om politic britanic
- Clementine Churchill

## Imagini

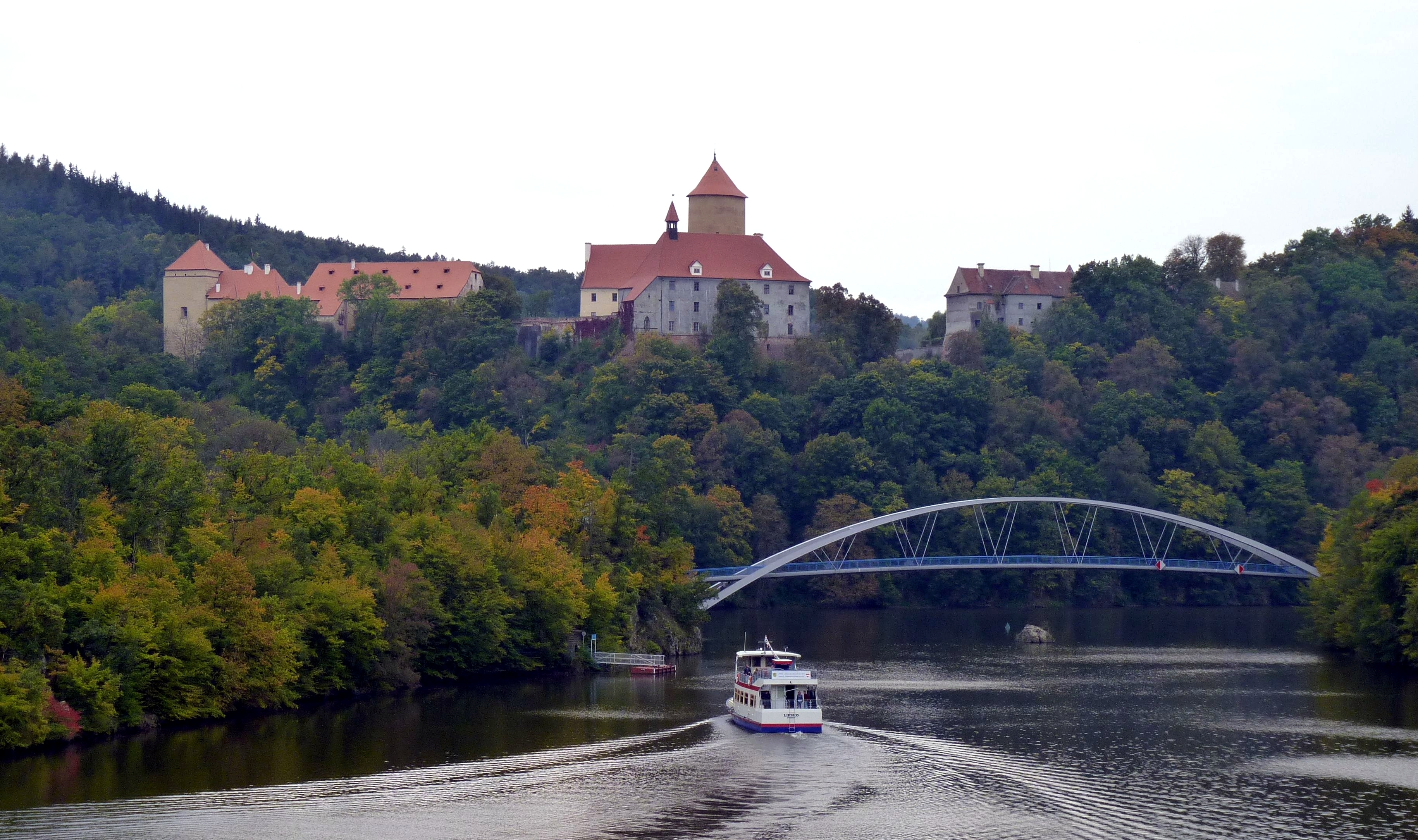
Castelul văzut de pe lacul de acumulare de la poalele dealului
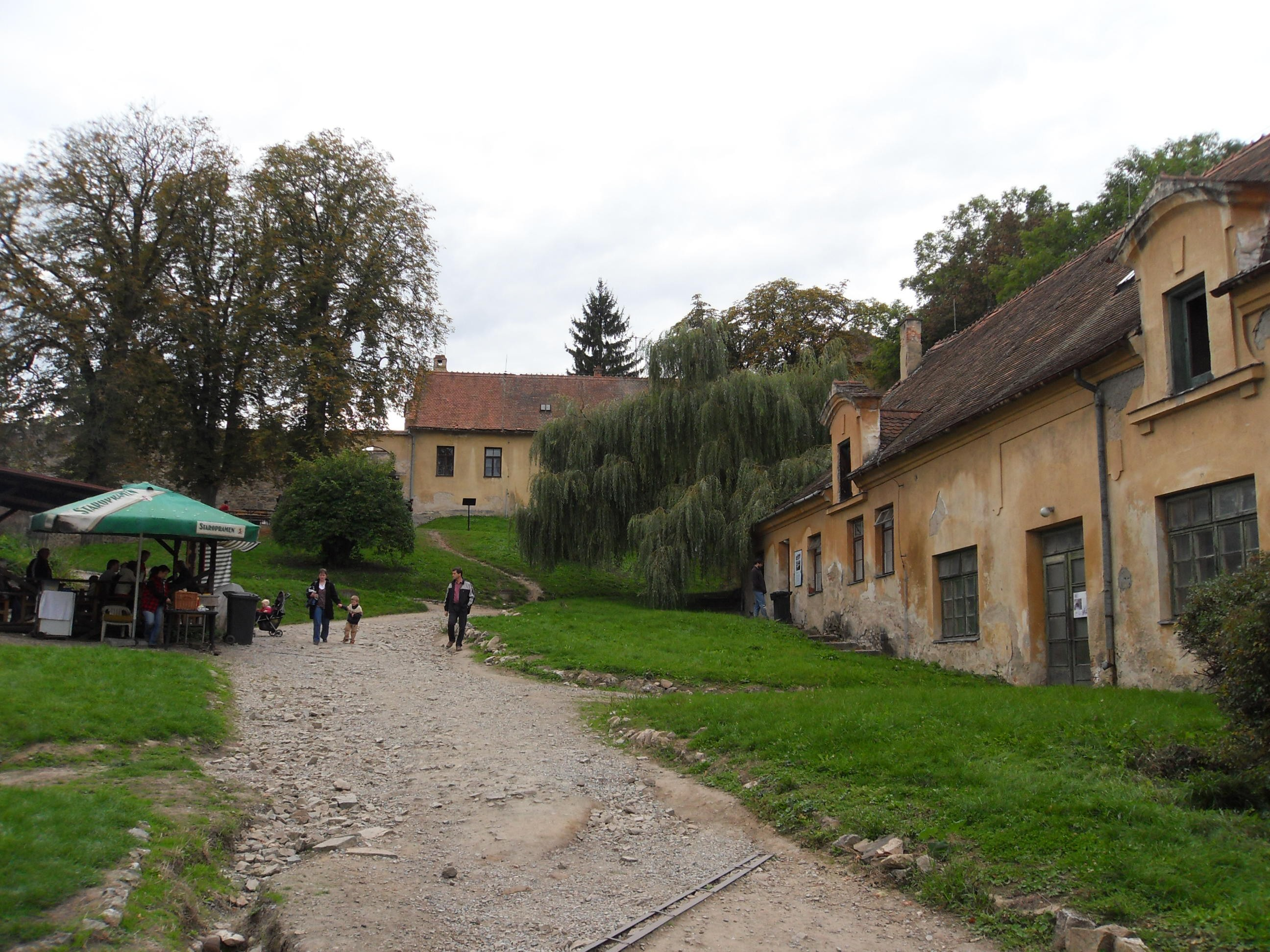
Curtea principală
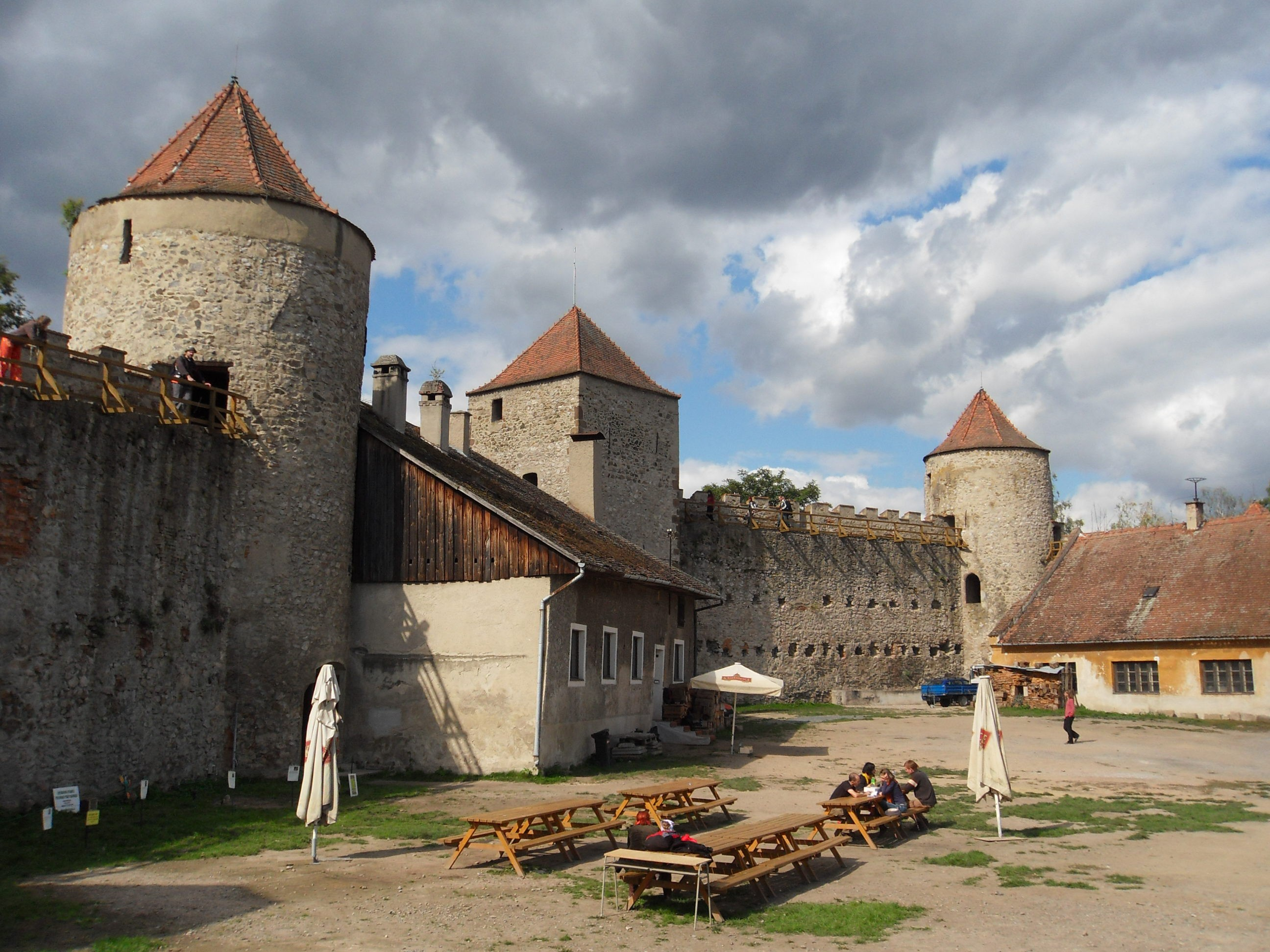
Curtea de vest
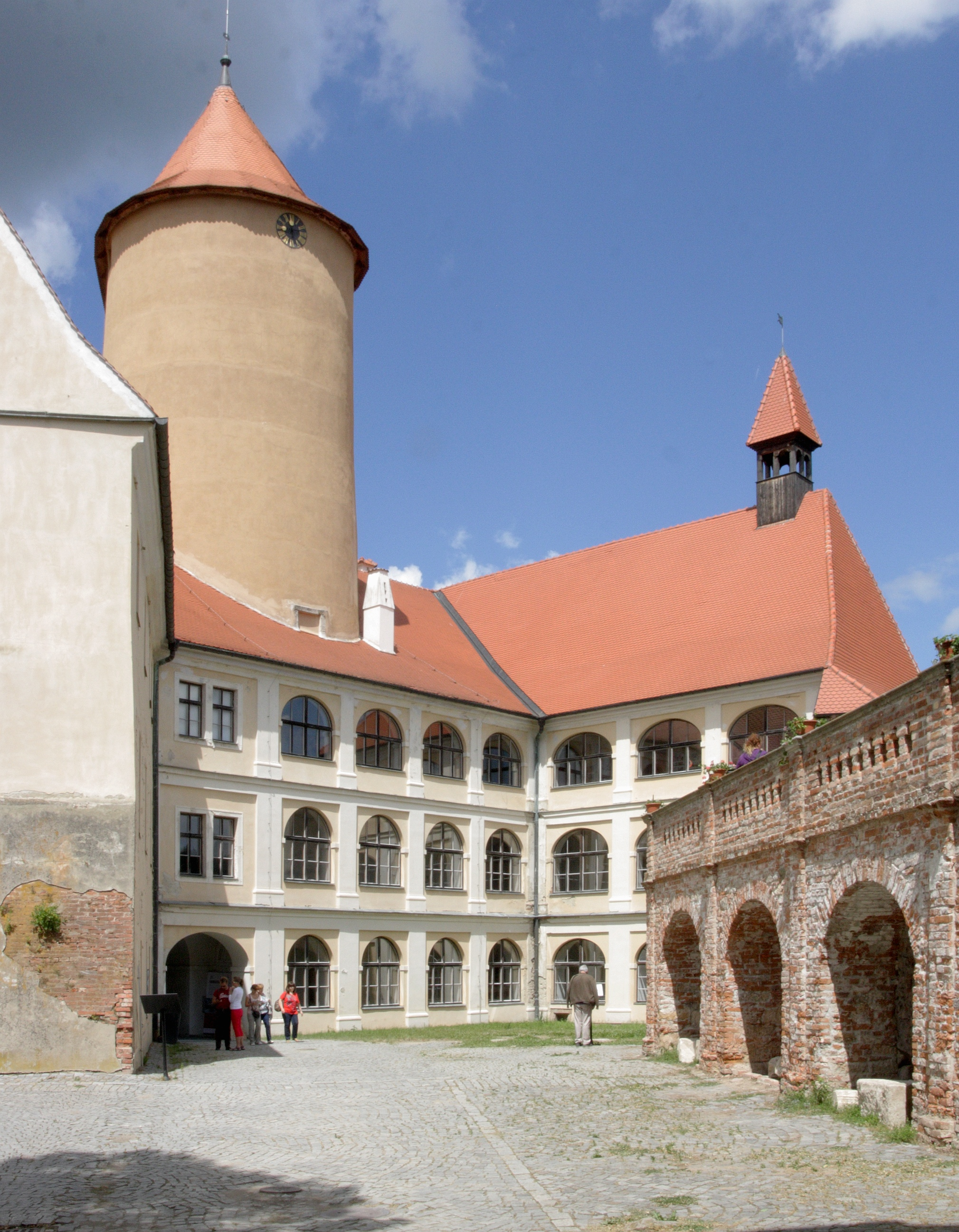
Arcade în curte
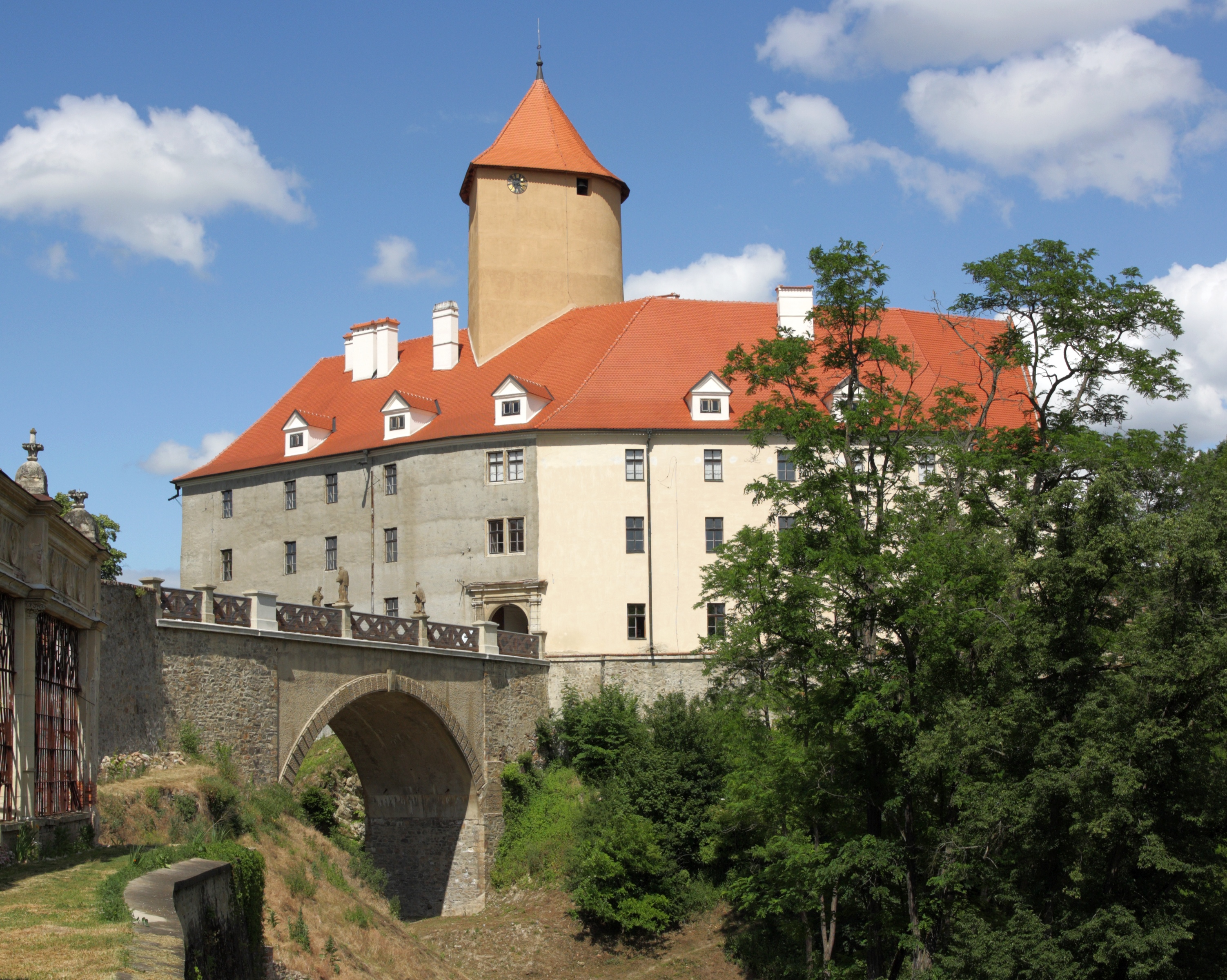
Palatul cu turn și podul din beton armat
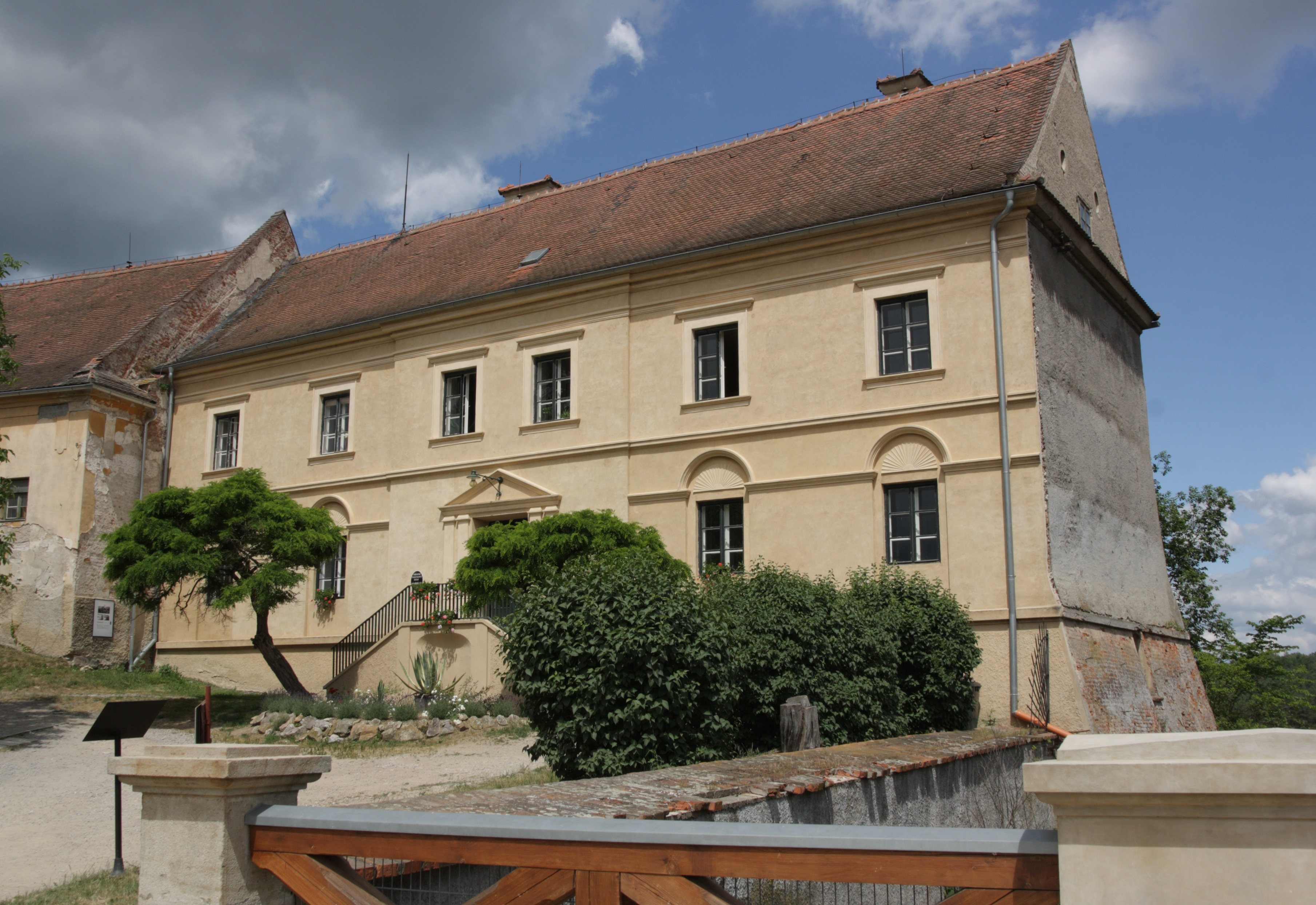
Casa pârcălabului, acum sediul administrației castelului
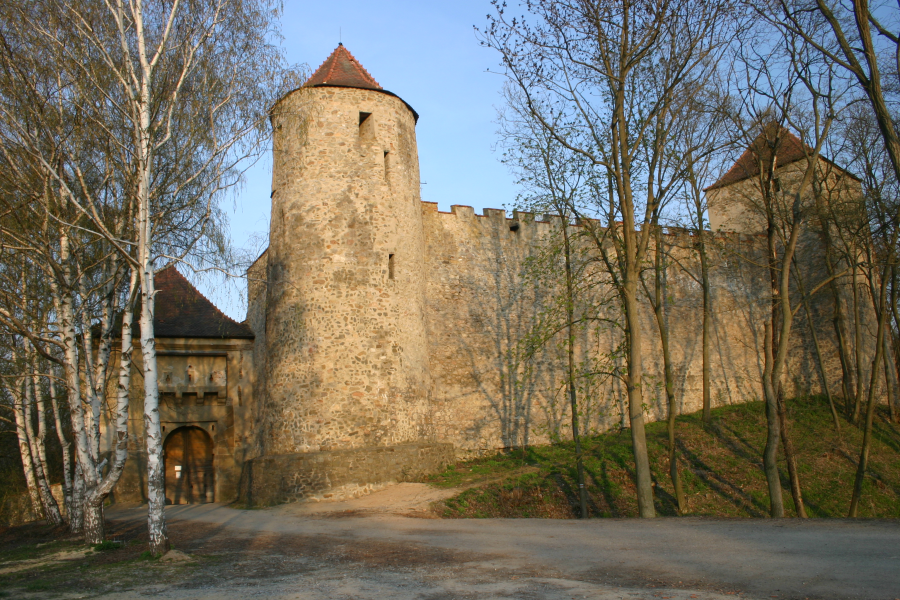
Poarta de vest a castelului
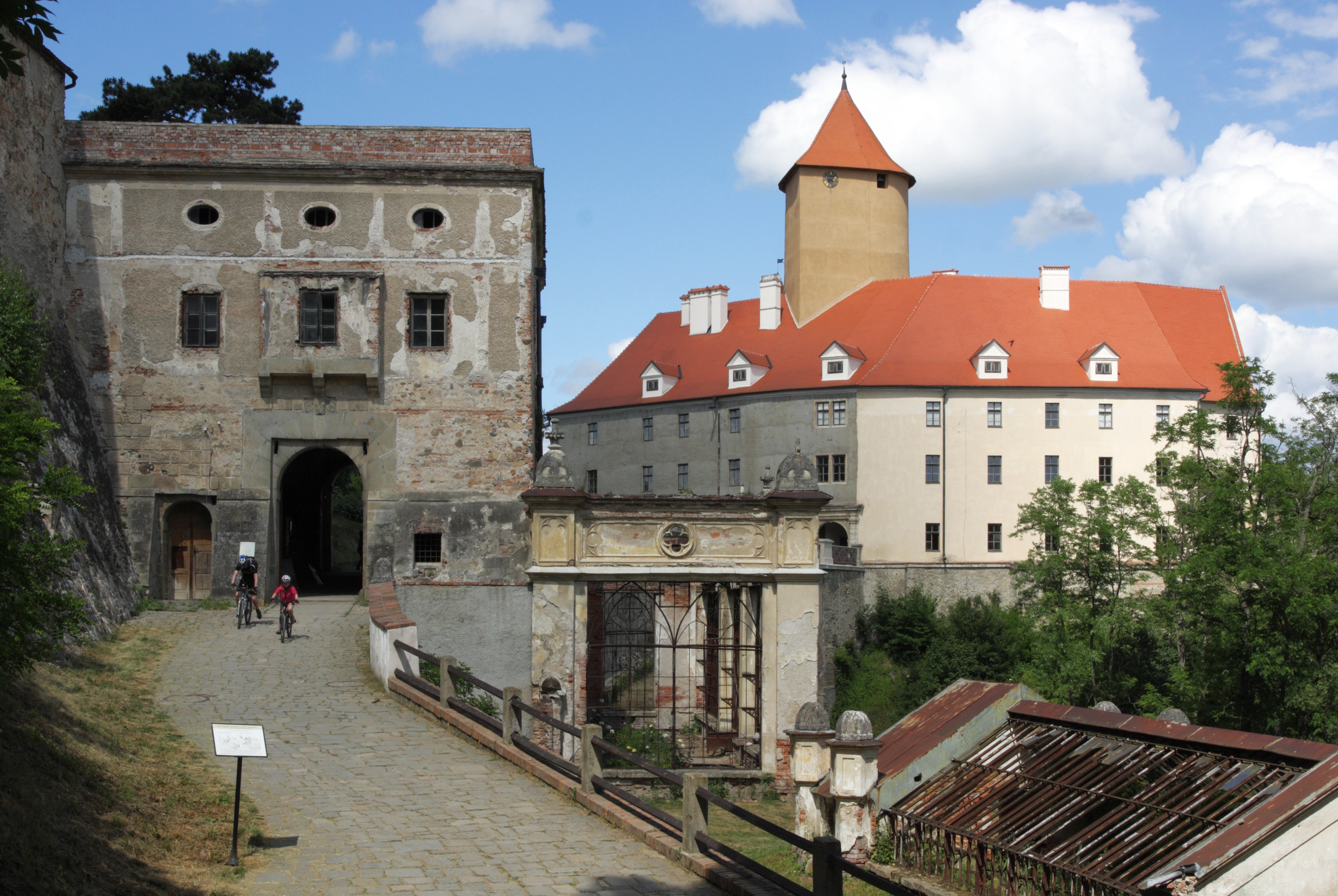
Poarta de Sud, palatul și ruinele serelor
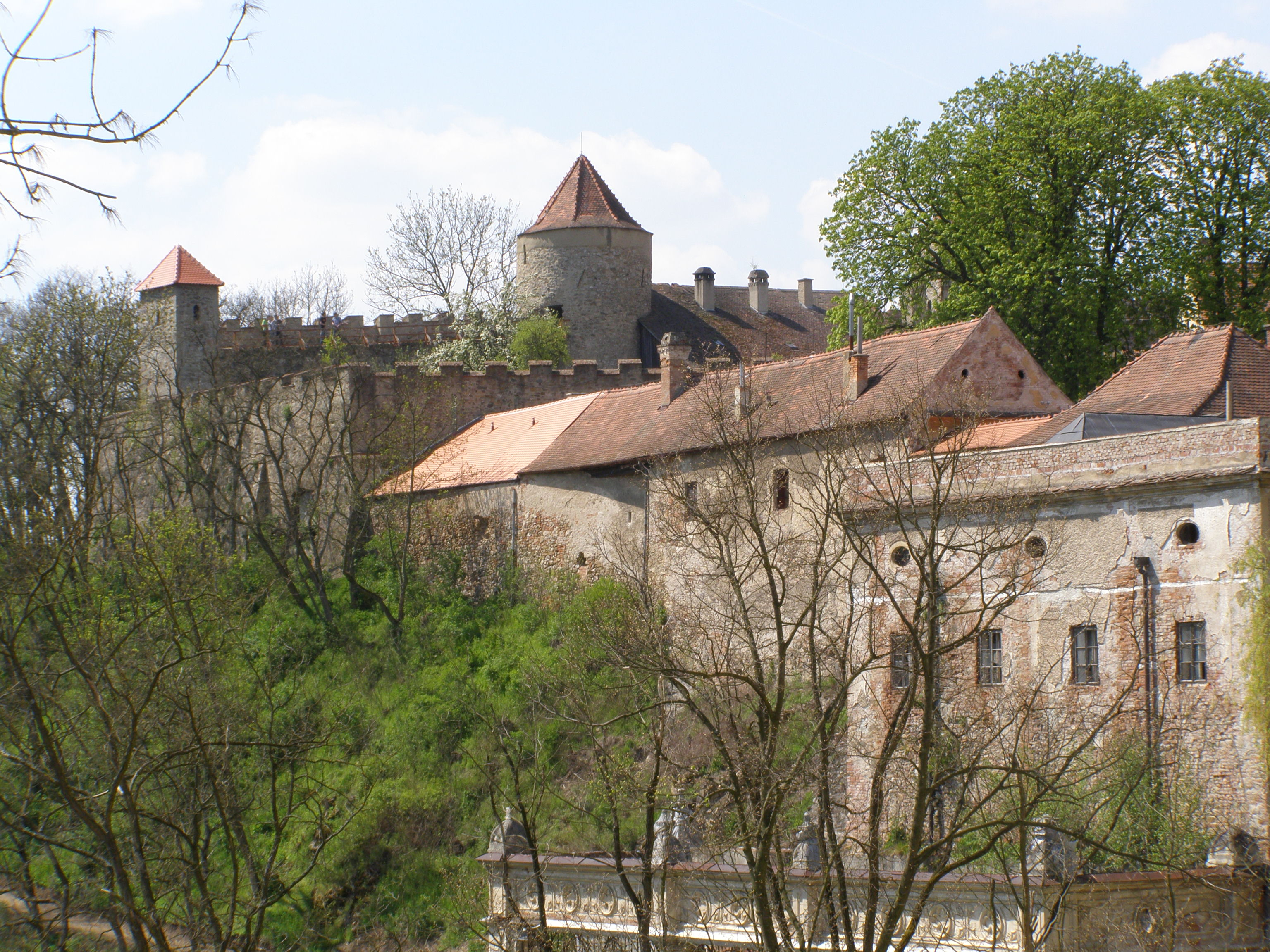
Castelul feudal
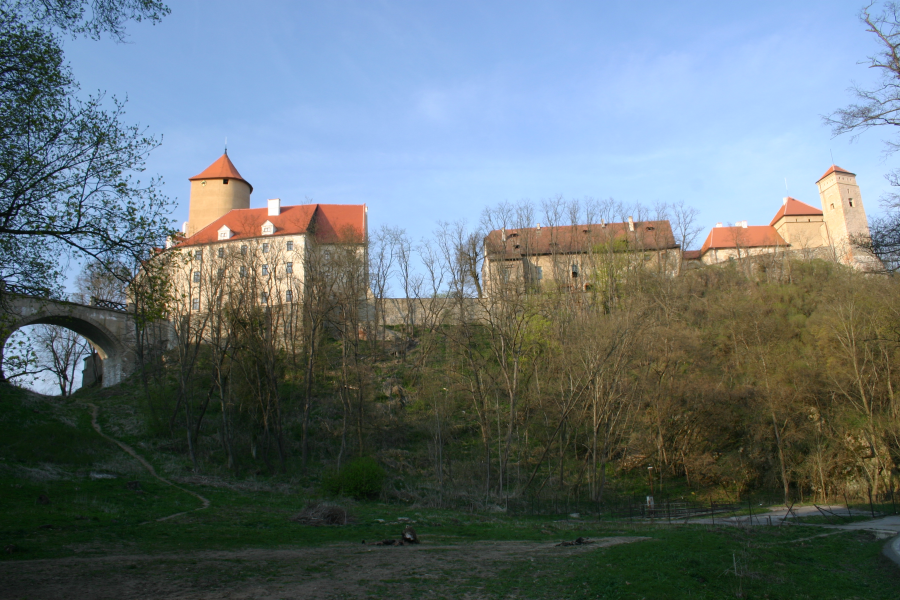
Vedere a castelului din interiorul fostului parc englezesc
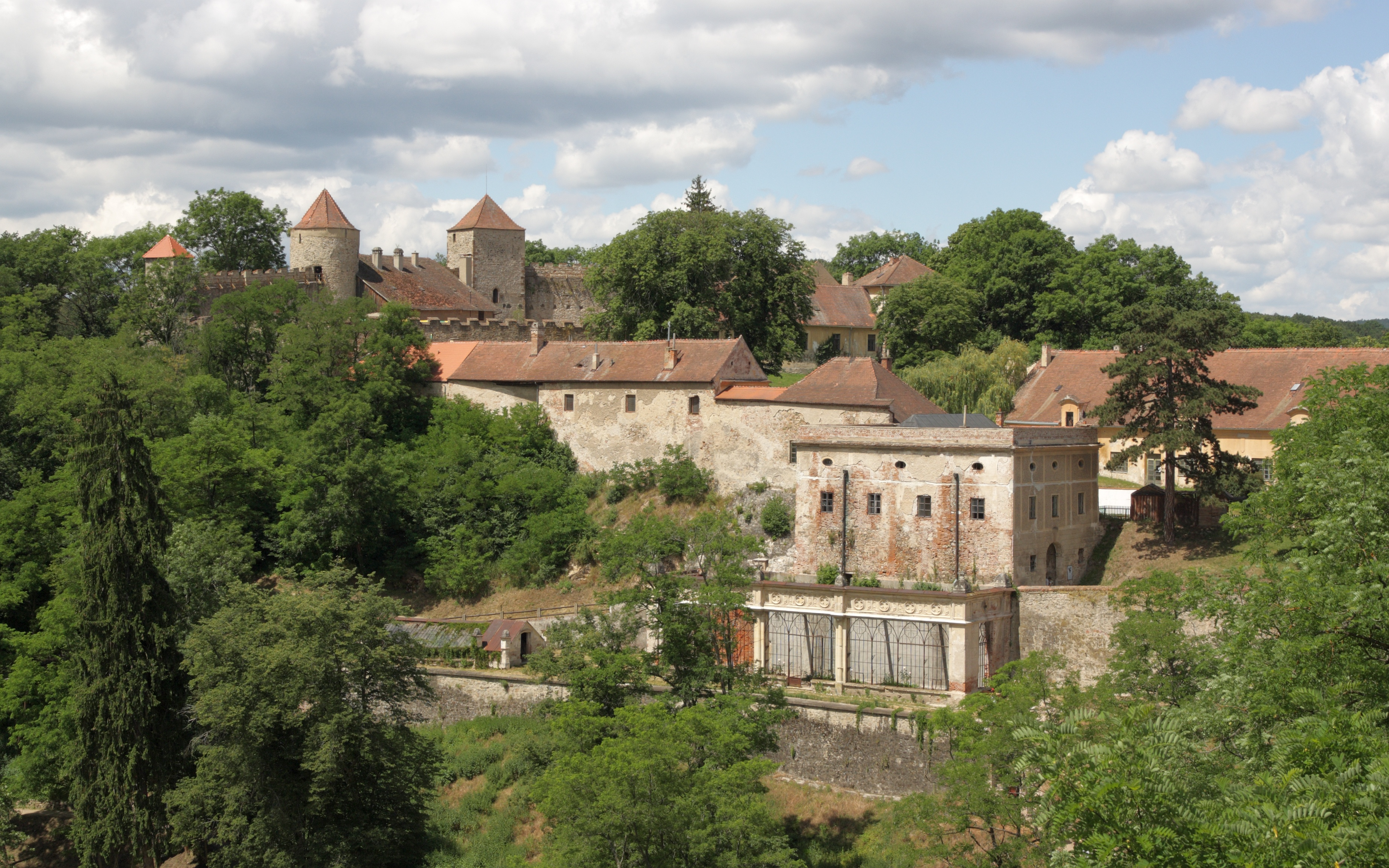
Turnul Pulberăriei din castel